# 心霊呪殺 死返し編
『心霊呪殺 死返し編』（しんれいじゅさつ しかえしへん）は2017年8月12日からエンタメ〜テレ☆シネドラバラエティにて放送されるドラマ。略称は心霊呪殺。

## 概要
CS放送局、エンタメ～テレ☆シネドラバラエティ初のオリジナルホラードラマとして制作。第1話初回放送を2017年8月12日。第2話初回放送を8月26日と隔週ペース、土曜日夜に新作を放送する。全6話。
2017年7月、「真夏のホラー特集ラインナップ」として他のホラー、オカルト番組とともに制作情報が解禁された。一部は登場人物が持つビデオカメラ映像を用いたモキュメンタリーとして制作されている。
教師役として特別出演する鈴木早智子は9年ぶりのドラマ出演となる。
2018年3月2日にAMGエンタテインメントよりDVDが発売。

## あらすじ
高校時代にいじめをしていた仲間のグループが、数年ぶりに再会する。グループは成り行き上、心霊スポットを訪れるが、それ以来各々の身に不可解なことが起こり出す。これは霊の祟りなのか。それとも誰かのたくらみなのか。
高校時代と現在、2つの情景が入り混じる。

## 登場人物

### 数字ヶ丘高等学校3年C組クラスメイト
片桐順次
演 - 高崎翔太
左目に眼帯をしたおとなしい青年。理不尽ないじめ、からかいに会う。怒りは指をかむことによりあらわされ、出血するほど。当時はじめじめした性分から「じめおくん」と陰口を言われていた。現在は消息不明。
乾健太
演 - 神田敦士
いじめの企画者。現在はバーテンダーをしている。当時も現在も落ち着きあるグループのリーダー的存在。しかし、ある一件が起きて以降、トラウマのように何かにおびえ悪夢を見るようになる。高校時代のいじめはアキラが暴走し、北方がビデオカメラで証拠を残し、女性陣が後ろで笑うといった構図で乾自身には加害者の意識は薄く、北方に対しては沸点が高まると現在も侍従関係が出てしまう。
小山田アキラ
演 - 笹森裕貴
高校時代、片桐をもっともいじめていたチャラい青年。当時のことを反省しているが、乾が扇動したせいだとも思っている。現在も性格はあまり変わっておらずお調子者で反面怖がり。高校時代から亜利沙を狙っており、芸能界を目指していた彼女の姿勢にはけして賛同していなかった。アキラ自身は建築デザイナーを目指してもがいている。
からかい半分に亜利沙を片桐に告白させ嘲笑っていたが、亜利沙本人は後悔の念もあり、その後片桐と頻繁に顔を合わせていた。このためなおさら片桐に嫉妬心を抱くようになる。
北方修
演 - 武井広志
おとなしい性格の慎重派。高校時代は乾らに強く言えず同調していたため、結果的にいじめグループに入ってしまった。このためなぜ片桐が標的にになっていたのはわかっていない。同窓会では偶然ビデオカメラを持っていたため、思い出を撮影も兼ね、カメラマンを担当。聞き上手で主張も激しくないため、亜利沙とも仲がいいがすぐに調査する癖を「変態」呼ばわりされている。この真相を調べる癖がグループ、そして自身にも影響を与えだす。
椎名亜利沙
演 - 浜田由梨
クラスの美少女。高校時代は芸能界をめざし数々のオーディションに応募していた。片桐にからかいまぎれに告白し、この答えがアキラらの賭けの対象となっていた。
現在は芸能界をあきらめアキラと同棲しており、一時はまんざらでもないと思っていたが、現時点では本当に内面から好かれているのか、夢を捨ててよかったのか不安を覚えケンカも多く、SNSアカウント「ロミオ」に相談をする日々を送る。
久世洋子
演 - 古野あきほ
亜利沙の友人。卒業以後も定期的に亜利沙と遊ぶ仲。乾グループの一員であるが、あくまで亜利沙の友達たちという目線で遊んでいたため、若干の距離を取っている。霊感があり、その手の話には詳しい。化粧品販売会社に就職し不思議な事件に巻き込まれ行方不明となる。

### その他出演
早乙女先生
演 - 鈴木早智子
数字ヶ丘高等学校3年C組担任だった細身の教師。同窓会ついでに行った心霊めぐりでは眠っていたために車に残され、生徒たちを探す間に慰霊の木札（位牌）を蹴っ飛ばしてしまう。翌日未明、ふらふらと路上に飛び出し轢死。
五十嵐
演 - 夏奈子
洋子の先輩社員 美人なため歩く広告塔とも言われる契約数全国一位の敏腕営業マンだが、一方で彼女の目の前で契約解約した者は次々行方不明になるという噂も持っている。
宮島
演 - 若狭ひろみ
ドアから半身を出し会話を交わす不思議な主婦。五十嵐はとてもお世話になったらしいのだが。
占い師
演 - 吉村きりを
とても当たると噂の特殊心霊占い師。相談者の血を抜き、助言をする。
先輩建築デザイナー
演 - 萬野崇博
アキラを弟のように見守るデザイナー。アキラを女心がわかってないと一喝する。
さおり
演 - 双松桃子
たこやき居酒屋の看板娘。かつては北方と交際していた。店では「シアタープロレス花鳥風月」と書かれたTシャツを着る。現在はあつしと交際しており、片桐とも何らかのつながりがある様子。表では明るく清廉なイメージでふるまってはいるが……。
たこやき居酒屋の店員
演 - 服部健太
たこやき居酒屋で勤務する男。さおりのストーカーとなっていた北方を店頭から追い出す。
あつし
演 - 安藤ヒロキオ
さおりと交際し、家に転がり込んできた優しきドメスティックバイオレンス男。
奥村刑事
演 - 深澤幸太
連続失踪、不審死事件を追う刑事。初登場時は開襟シャツで現れ、声が小さい。
謎のホームレス
演 - 夏目大一朗
ドレッドヘアーのホームレス。

## スタッフ
- 撮影：ヤンガリー、土井省吾
- 合成：土井省吾
- 録音：田中秀樹、若林洸太、向日水二ヤミ子、新井李野
- ヘアメイク：長谷阪絵美、粟田夏実
- スチールカメラ：田村亘彦
- 撮影協力：ラドンナ原宿、たこ課長、調布フィルムコミッション
- 衣装協力：VANQUISH
- 編成：三塚洋佑（エンタメ～テレ）
- 監督・脚本・編集：夏目大一朗
- 脚本監修：加藤拓也
- プロデューサー：樋田憲道（エンタメ～テレ）、高木圭一郎（アイディア・ポーター）
- 制作著作 - エンタメ～テレ☆シネドラバラエティ

## 音楽
- 楽曲提供：SENJIYA＜馬頭琴＞「音湖」

## 放映リスト
| 放送開始日    | 話数            | 脚本                 | 監督       | 特記 |
| ------------- | --------------- | -------------------- | ---------- | ---- |
| 第1シーズン   |                 |                      |            |      |
| 2017年8月12日 | 第1話           | 夏目大一朗、加藤拓也 | 夏目大一朗 |      |
| 8月26日       | 第2話           | 夏目大一朗、加藤拓也 | 夏目大一朗 |      |
| 9月9日        | 第3話           | 夏目大一朗、加藤拓也 | 夏目大一朗 |      |
| 9月23日       | 第4話           | 夏目大一朗、加藤拓也 | 夏目大一朗 |      |
| 10月14日      | 第5話           | 夏目大一朗、加藤拓也 | 夏目大一朗 |      |
| 10月28日      | 第6話（最終回） | 夏目大一朗、加藤拓也 | 夏目大一朗 |      |